# Amphianthus valdiviae
Amphianthus valdiviae är en havsanemonart som beskrevs av Oscar Henrik Carlgren 1928. Amphianthus valdiviae ingår i släktet Amphianthus och familjen Hormathiidae. Inga underarter finns listade i Catalogue of Life.